# فيلنوف سور لوت
 فيلنوف سور لوت ، (بالفرنسية: Villeneuve-sur-Lot)‏، تنطق:(‎vilnœv syʁ lɔt‏)، (الأوكيتانية: Vilanuèva d'Òlt)، هي بلدية فرنسية تقع في إقليم لوت وغارون، في منطقة آكيتين الجديدة،في جنوب غرب فرنسا. تم تسمية البلدية سابقًا فيلينوف داجن.

## توأمة
لفيلنوف سور لوت اتفاقيات توأمة مع كل من:
- سان دونا دي بيافي
- نويشتات باي كوبورغ
- آبلة
- بواكي
- Neustadt, Eichsfeld [الإنجليزية]‏

## أعلام
- هنري كلاين
- بول برنارد
- جوليان رينالدي
- لودوفيك ساني
- تشارلز ديرينيس
- ميشيل كونت